# Szilágyfőkeresztúr

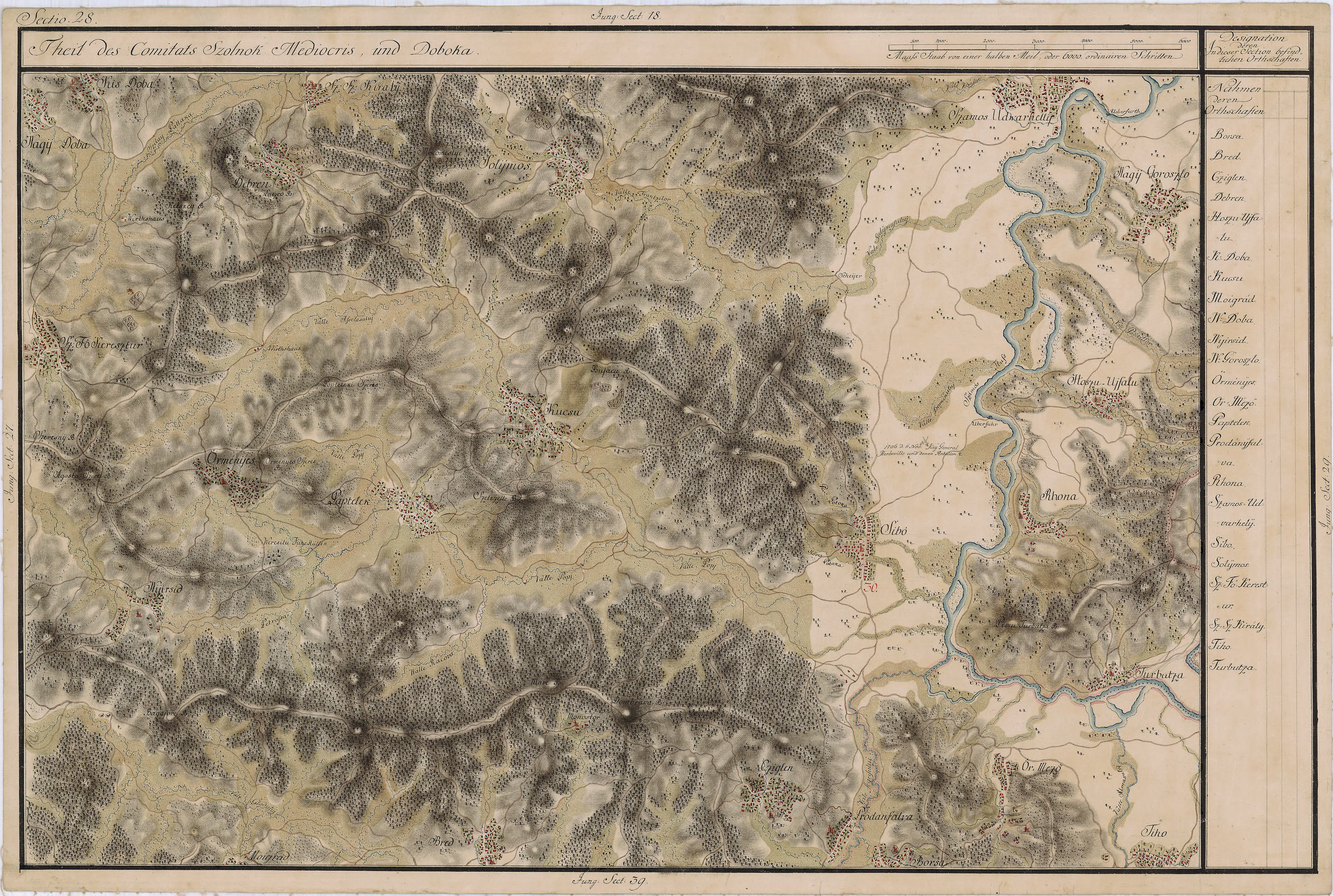
Szilágyfőkeresztúr környéke keletre 1769–1773 között

Szilágyfőkeresztúr (románul: Cristur-Crișeni) falu Romániában, Szilágy megyében.

## Fekvése
Zilahtól északra, a Szilágy-patak forrásvidékén, Cigányi és Szilágyszentkirály között fekvő település.

## Nevének eredete
Nevének Szilágyfő előtagja a Szilágy-patakról vette eredetét, mely a település határában ered. Nevének Keresztúr utótagja Réthy László magyarázata szerint abból a középkori nyelvszokásból ered, amely szerint abban az időben „a szenteket megurazták”, például Szent Péter úr, Szent Mihály úr, tehát Szent Kereszt úr=Dominus Sancta Crux. Az egyéb szentekre vonatkozó helyneveket pedig a templomok patrónusainak nevéből vették.

## Története
Szilágyfőkeresztúr nevét az oklevelek 1448-ban említették először Kerezthwr, Kereztur neveken.
1475-ben Kereszthwr, 1493-ban Keresztur, 1534-ben Kewrewzthur, 1639-ben Szilagifeőkereszthur, a 16. században pedig Megekeresturnak írták nevét.
1449-ben a Keresztúri család volt birtokosaként említve.
Neve az 1475-ös adóösszeírásban is előfordult Keresthur néven, mint István birtoka, Baksa és Zilah között említve.
1543-ban Dobszai János birtoka volt.
1551-ben I. Ferdinánd király a kolozsmonostori konvent által iktatta be ide Kereszthuri Dobzai Jánost.
1559-ben több nemes család birtoka volt, így többekközött birtokos volt itt Kasza Gáspár, Nymet László, Oláh András, Jankó Jakab, Csete Gábor, a Bakó, Vid, Bertalan, Miklósy családok.
1639-ig Spáczai János birtoka volt, II. Rákóczi György fejedelem ekkor Görcsöni Serédi Istvánnak adományozta.
1697-ben Keresztúri Turdai Zsigmond gyermekei között osztották fel a birtokot.
1705-ben itteni nemesek voltak: Sepsi, Mosdotzi, Dull, Kis, Borbély, Tóth, Luka és az Ady családok tagjai, Berzi János, Oláh Mihály, Jankó János.
1715-ben végzett összeíráskor a településnek 1720 lakosa volt.
1797-ben végzett összeíráskor főbb birtokosok voltak: Tisza László, Kabos Farkas, Ravaszdi Kata, Vér András utódai, Szénás Zsuzsánna, Péchi Antalné és Biró Gábor.
1805-ben Bíró Sándor, Szénás Károly és János, Szentmihályi János és más kisnemesek birtoka volt.
1847-ben 872 lakosa volt, melyből 853 református, 16 római katolikus, 3 görögkatolikus volt.
1890-ben 518 lakosa volt, ebből 509 magyar, 6 oláh, 3 egyéb nyelvű; vallási szempontból: 469 református, 21 római katolikus, 21 izraelita, 7 görögkatolikus 6 oláh. A házak száma ekkor 120 volt.
A település a trianoni békeszerződés előtt Szilágy vármegye Zilahi járásához tartozott.
A Szódokhegy alatti dombon a hagyományok szerint valaha klastrom állt, melynek romjai a 20. század elején még kissé láthatók voltak.
A néprege erről a helyről azt tartja, hogy „ez alá van eltemetve amaz aranyeke, mellyel a községet körülbarázdálták; ezért nem jöhet át a községbe semmiféle járvány”.
1988-ban Szilágyfőkeresztúr felkerült a lerombolandó falvak listájára. A Ceaușescu-rendszer a falu lakosságát a közeli Zilahra akarta telepíteni. A falurombolási terv végrehajtása megkezdődött. A falu határában buldózerekkel kiirtották a Görcsönnel határos mintegy 30 hektárnyi gyümölcsfás szőlőhegyet. A falu teljes lerombolását csak az 1989-es romániai forradalom akadályozta meg.

## Nevezetességek
- Református temploma – A templom szentélye a nyolcszög három oldalával záródik, két csúcsívben záródó ablak díszíti. A torony alatti sírboltba temették 1575-ben Keresztúri Dobzai István erdélyi ítélőmestert és Dobzai Jánost, valamint Spázai Annát. Anyakönyvet 1819-től vezetnek.